# Queen Emeraldas (anime)
Queen Emeraldas (クィーン・エメラルダス, Kuīn Emerarudas) est une série de quatre vidéofilms d'animation (original video animation) de Yūji Asada, adaptée du manga homonyme de Leiji Matsumoto et sortie en 1998.

## Synopsis
Hiroshi est un jeune terrien n'ayant ni famille, ni ami. Pour survivre, il a mené une existence pénible et s'est fait exploiter par des employeurs sans scrupules. Pour fuir cette situation, il s'embarque clandestinement sur un cargo spatial. Malheureusement pendant le trajet, son vaisseau est attaqué par les troupes d'Alfress de la Reine Baralurda. Le Queen Emeraldas s'interpose et sauve le cargo. Hiroshi fait ensuite connaissance avec son capitaine, Emeraldas qui retrouve en lui des traits de caractère de son défunt amant Toshirô (celui qui a conçu l'Atlantis). Le jeune Hirsohi est justement à la recherche de Toshirô car il souhaiterait faire comme lui : Construire son propre vaisseau tout seul. Mais Hiroshi ne sait pas que Toshirô est mort, et Emeraldas n'aura pas le cœur de lui avouer.
La suite de l'aventure sera un rite initiatique permettant à Hiroshi de mûrir pour atteindre ses rêves.

## Fiche technique
- Titre original : クィーン・エメラルダス
- Titre français : Queen Emeraldas
- Réalisation : Yūji Asada
- Scénario Mugi Kamio d'après Queen Emeraldas de Leiji Matsumoto
- Direction de l'animation : Keisuke Masunaga
- Direction artistique : Baku Kamio
  - Personnages : Keisuke Masunaga
  - Mecha : Katsumi Itabashi
  - Décors : Tadashi Kudo
- Photographie : Hisao Shirai
- Musique : Michiru Oshima
- Production : San Tsuburaya, Fueto Kikuchi ; Shukichi Kanda, Toru Maki, Tomoyuki Asai (exécutifs)
- Société de production : Four-Some
- Durée : 4 x 30 minutes
- Dates de diffusion :  Japon : 5 juin 1998 ;  France : 7 avril 1999

## Distribution
- Reiko Tajimai (VF : Susan Sindberg) : Emeraldas
- Megumi Hayashibara (VF : Stéphanie Lafforgue) : Hiroshi
- Hirotaka Suzuoki (VF : Mathieu Rivolier) : Eldmein
- Yoko Asagami (VF : Christine Pâris) : Baralurda
- Kenichi Ogata (VF : Bernard Demory) : Lurow
- Makio Inoue : Harlock
- Kōichi Yamadera (VF : Philippe Roullier) : Tochirō Ōyama

## Épisodes
1. Le Départ
2. Emblème éternel
3. Amitié
4. Sirène

## DVD
En France, un seul volume a été édité par Dybex en 1998 avec les deux premiers épisodes. Les épisodes 3 et 4 sont encore à ce jour inédits en français.

## Autour de la série
- On notera que le Studio OLM qui disposait d'un studio 3D a modélisé le Queen Emeraldas. Mais l'intégration détonnait beaucoup trop avec le reste de l'animé. Du coup, dès l'épisode 2, les plans fixes représentant le Queen Emeraldas étaient dessinés de façon traditionnelle. La 3D était réservée pour les plans où le Queen Emeraldas était filmé sous plusieurs angles[3].